# グリュコーザ
グリュコーザ（Глюкозa）こと、ナターシャ・イオノヴァ（Наталья Ильинична Ионова, 1986年6月7日 - ）は、ロシアの歌手。グリュコーザの名前はバンド名又はボーカルのナターシャの呼称である。

## 来歴
ナターシャはコンピュータ・プログラマの両親の元に生まれた。子供のころは、バレーとチェスを趣味とし、子役としても活動した。出演作は映画では（英題）"Triumph"と（英題）"War Of The Princesses"。そして、テレビシリーズ"Yeralash"の数エピソードに出演した。 
2006年には、テレビ番組「Stars on Ice」に出演し、数ヶ月に及ぶ特訓の末、スケートを披露した。また、コメディ映画 "Rud i Sam."に出演しており、彼女はマーシャという役で出演している。同映画は、2007年9月プレミア予定。

## 私生活
彼女は2006年に結婚した。リディア（2007年5月10日生まれ）とベラ（2011年9月8日生まれ）の2人の娘がおり、二子ともスペインで生まれた。 家族と一緒にロシアのモスクワに住んでいる。 2020年8月、「自国が占領しているクリミア半島を訪問したことによる」ウクライナ法違反のため、3年間ウクライナへの入国を禁止された。

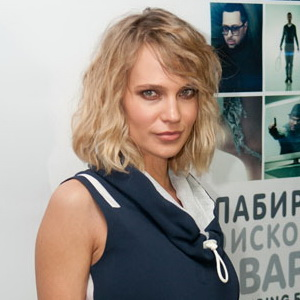
2012年

## バンドのメンバー
- リードギター：アルチョム
- ベース：アントン
- サイドギター：デニース
- ドラム：キリール
- キーボード：ウラジーミル

## 作品

### アルバム
- ГЛЮК’ОZANOSTRA (2004)
- Москва (2005)
- Trans-FORMA(2011)